# Metakwalon
Metakwalon – organiczny związek chemiczny, pochodna chinazolinonu. Stosowany jako sedatywny, hipnotyczny lek o działaniu zbliżonym do barbituranów. Powoduje spowolnienie akcji serca. W Polsce został wykreślony ze spisu leków, w niektórych krajach Europy jest wciąż używany.